# 美丽太阳瓶子草
美丽太阳瓶子草（学名：Heliamphora pulchella）是委内瑞拉驰曼塔高地及阿普拉达山特有的食虫植物。其种加词“pulchella”，意为美丽的。其为太阳瓶子草属内体型较小的物种，且与小太阳瓶子草之间存在密切的近缘关系。

## 种内类群
已确认了2种太阳瓶子草的变种：原变种捕虫瓶内表面的毛被明显，产自阿穆里山的未完全描述的类群则缺乏该毛被。

## 相关物种
美丽太阳瓶子草分布于驰曼塔高地及阿普拉达山，多生长于开阔的沼泽及湿地中。
| 美丽太阳瓶子草、无附太阳瓶子草、另解太阳瓶子草与刚毛太阳瓶子草之间的形态特征区别 |                                  |                                      |                                            |                                 |
| 形态特征                                                                         | 美丽太阳瓶子草                   | 无附太阳瓶子草                       | 另解太阳瓶子草                             | 刚毛太阳瓶子草                  |
| 捕虫瓶                                                                           |                                  |                                      |                                            |                                 |
| 尺寸                                                                             | 长8至20厘米，宽3至8厘米          | 长12至25厘米，宽4至10厘米            | 长15至40厘米，宽5至6厘米                   | 长15至25厘米，宽5至8厘米        |
| 形状                                                                             | 上部为管状，下部略呈葫芦形       | 上部为漏斗形至宽漏斗形，下部为葫芦形 | 上部略呈漏斗形，下三分之一为漏斗形至葫芦形 | 上部为宽漏斗形，下部略呈葫芦形  |
| 瓶盖                                                                             |                                  |                                      |                                            |                                 |
| 尺寸                                                                             | 长0.5至1厘米，宽0.3至0.5厘米     | 长0.5至1厘米，宽0.4至0.8厘米         | 长1至3.5厘米，宽1至1.5厘米                 | 长1至31.5厘米                   |
| 形状                                                                             | 平形至盔形，基部略微收缩         | 圆形至卵形，与瓶身融合               | 明显的盔形，基部骤缩                       | 心形，弯曲                      |
| 花序                                                                             |                                  |                                      |                                            |                                 |
| 尺寸                                                                             | 花梗长20至40厘米，花柄长约12厘米 | 花梗长40厘米，花柄长3至5厘米         | 花梗长30至70厘米，花柄长5至6厘米           | 花梗长约100厘米，花柄长约12厘米 |
| 花被片形态                                                                       | 披针形，基部极宽                 | 长圆形－披针形，基部收缩             | 披针形，极宽                               | 披针形，基部极宽                |
| 雄蕊                                                                             |                                  |                                      |                                            |                                 |
| 尺寸                                                                             | 长4毫米                          | 长8毫米                              | 长5.5至8毫米                               | 长3.5毫米                       |
| 数量                                                                             | 15                               | 10                                   | 12                                         | 10                              |

### 引用
1. ↑  （德文） Wistuba, A., T. Carow, P. Harbarth, & J. Nerz (2005). Heliamphora pulchella, eine neue mit Heliamphora minor (Sarraceniaceae) verwandte Art aus der Chimanta Region in Venezuela.
PDF Das Taublatt 53(3): 42–50.
2. ↑  McPherson, S., A. Wistuba, A. Fleischmann & J. Nerz 2011. Sarraceniaceae of South America. Redfern Natural History Productions, Poole.
3. 1 2  Nerz, J. & A. Wistuba 2006. Heliamphora exappendiculata, a clearly distinct species with unique characteristics （页面存档备份，存于）. Carnivorous Plant Newsletter 35(2): 43–51.